# Friedrich Karl Gramsch
Friedrich Karl Feodor Oskar Gramsch (ur. 2 maja 1860 w Sulechowie w prowincji Brandenburgia, zm. 5 lutego 1923 w Królewcu) – niemiecki urzędnik i prawnik w Prusach Wschodnich.

## Życiorys

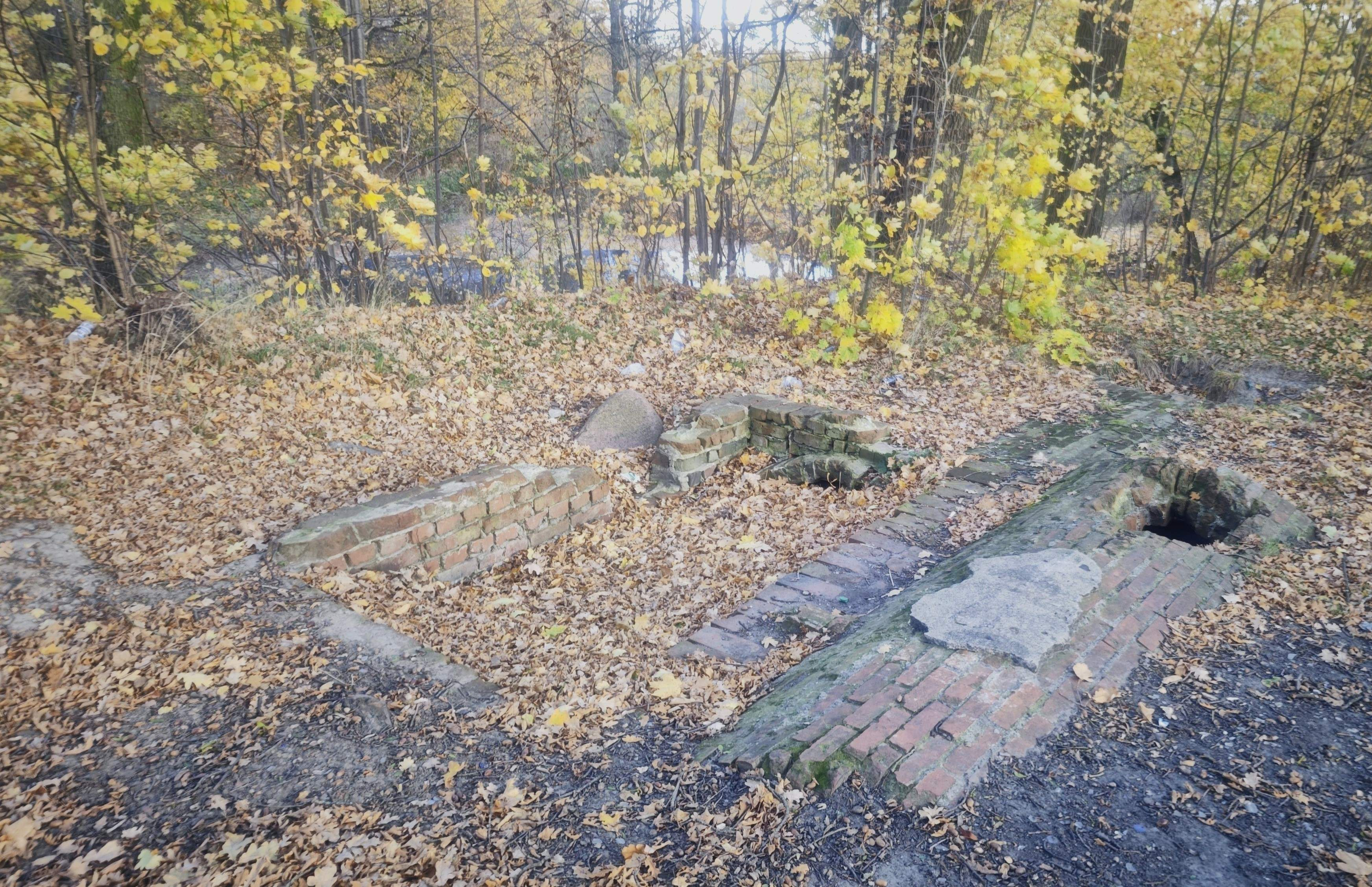
Ruiny grobowca rodziny Gramsch (2024)

Uczył się w gimnazjum humanistycznym w Sulechowie. Następnie studiował prawo w Berlinie, Lipsku i w Monachium. Uzyskał doktorat z prawa. W latach 1892–1900 sprawował urząd starosty powiatu braniewskiego. W 1908 pełnił urząd prezydenta (Regierungspräsident) w rejencji olsztyńskiej, w latach 1913–1915 w rejencji gąbińskiej, w latach 1915–1923 w rejencji królewieckiej. Jako rzeczywisty starszy radca rządowy (Oberregierungsrat) był w latach 1908–1913 przewodniczącym Pruskiej Komisji Kolonizacyjnej dla Prus Zachodnich i Poznania.
W 1910 został mu przyznany tytuł doktora honoris causa z ekonomii narodowej przez Uniwersytet Albrechta i Ludwika we Fryburgu.

## Życie prywatne
W 1893 wstąpił w związek małżeński z Charlotte z domu Stosch-Rodelshöfen. Małżeństwo miało czworo dzieci: Friedrich (1894), Anna (1896), Albrecht (1902) i Otto (1906). Najstarszy syn Friedrich został także urzędnikiem pruskim i starostą powiatu świętomiejskiego.
Zmarł 5 lutego 1923 w Królewcu. Pochowany został 10 lutego 1923 w grobowcu rodzinnym, zbudowanym nie na cmentarzu, lecz w małym lasku w pobliżu majątku rodzinnego w Rudłowie koło Braniewa. Po śmierci męża wdowa Charlotte do 1945 roku mieszkała w pałacu w Rudłowie.